# 伊恩·福克納
伊恩·福克納（英語：Ian Falconer；1959年8月25日—2023年3月7日）是一名美國插畫家、繪本作家和舞台設計師。曾為《紐約客》雜誌畫過許多期的封面。在他的童書作品中，以《小豬奧麗薇》（Olivia）系列最為著名，2006年美國郵局就曾發行奧麗薇郵票。此作品系列在美國銷量達160萬冊，並有23種語言版本。
伊恩除繪畫外，也曾替洛杉磯歌劇院與紐約芭蕾舞團做過舞台與服裝設計。

## 奧麗薇作品
- 《奧莉薇》Olivia, 2000年－2001年 凱迪克獎金獎
- 《奧莉薇拯救馬戲團》Olivia Saves the Circus, 2001年
- Olivia's Opposites, 2002年
- Olivia Counts, 2002年
- 《奧莉薇搶救玩具大作戰》Olivia...and the Missing Toy, 2003年
- Teatro Olivia, 2004年
- 《奧莉薇一人大樂隊》Olivia Forms a Band, 2006年